# زندگی زناشویی میبل و چاقالو
زندگی زناشویی میبل و چاقالو (انگلیسی: Mabel and Fatty's Married Life) فیلمی کوتاه به کارگردانی راسکو آرباکل محصول سال ۱۹۱۵ کشور ایالات متحده آمریکا است.

## بازیگران
- میبل نورماند
- راسکو آرباکل
- ال سنت جان
- جو بوردو
- جوزف سوئیکارد
- می بوش - (در عنوان‌بندی نیامده)
- آلیس دونپورت -  (در عنوان‌بندی نیامده)
- آلیس هاول -  (در عنوان‌بندی نیامده)
- چارلز لارکین -  (در عنوان‌بندی نیامده)